# Molossia công bằng là nhà của chúng ta
Fair Molossia Is Our Home (tiếng Việt: Molossia công bằng là nhà của chúng ta) là quốc ca của Molossia, một vi quốc gia không được công nhận ở quận Storey, Nevada, Hoa Kỳ. Bài quốc ca này nguyên là quốc ca của Zaire (La Zaïroise, sử dụng từ năm 1971 đến năm 1997) với phần nhạc do Simon-Pierre Boka Di Mpasi Londi sáng tác và được viết lời lại bởi tổng thống Molossia Kevin Baugh..
Bài hát được phát trong lúc thượng và hạ quốc kỳ Molossia.

## Lịch sử
Trước năm 2014, một bài quốc ca tên là Molossia, quốc gia trong sa mạc (tiếng Anh: Molossia, Nation In The Desert).
Vào tháng 12 năm 2013, một cuộc tìm kiếm đã được đưa ra cho một giai điệu mới, và cuối cùng, phần nhạc được sáng tác bởi Simon-Pierre Boka Di Mpasi Londi (cho quốc ca của Zaire) được chọn làm quốc ca. Sau đó, tổng thống Molossia, Kevin Baugh đã sáng tác lời mới cho phù hợp.

## Lời
| Tiếng Anh | Tiếng Việt |
| --- | --- |
| There's a place beneath the western sun, A country proud, a nation next to none, An oasis amid the desert sand, Standing tall in this uncommon land. From the mountains high down to the valleys wide, Our flag of blue and white and green it ever flies, Where hawks and mustangs roam, Fair Molossia is our home. Treasured land of wind and sage and mighty dreams, Our country strong and free and proud, it reigns supreme, Fair Molossia is our home, Fair Molossia is our home. | Có một nơi dưới ánh mặt trời phía tây, Một đất nước tự hào, một quốc gia không ở cạnh bất cứ nước nào khác, Một ốc đảo giữa cát sa mạc, Đứng cao trong vùng đất ít được biết đến này. Từ những ngọn núi cao xuống thung lũng rộng, Cờ của chúng ta màu xanh và trắng và xanh nó từng bay, Nơi diều hâu và mustang đi lang thang, Molossia công bằng là nhà của chúng ta. Vùng đất quý giá của gió và sự chín chắn và những giấc mơ vĩ đại, Đất nước chúng ta mạnh mẽ và tự do và tự hào, nó ngự trị tối cao, Molossia công bằng là nhà của chúng ta, Molossia công bằng là nhà của chúng ta. |